# 均方根误差
均方根误差（root-mean-square error，RMSE）或均方根差，又称均方根偏差（root-mean-square deviation，RMSD），是用观测值（或计算值）与其真值（或实验值或其他外部参考值）的相对偏差（误差）的平方和，再取平均值后，开平方根所得的值。用于衡量其偏离程度，
作为衡量测量精度的一种数值指标。
均方根偏差是常用於衡量模型预测值或估计量（样本值或总体值）与观测值之间差异的一种指标。均方根偏差代表預測值和觀察值之差的二阶样本矩的平方根（樣本標準差），或該差值的平方平均数。當這些离差是以用來計算估計量的數據樣本本身來計算時，通常稱差值為殘差（residual）；當差值不基於樣本得出的估計量時，通常稱為误差（error）或預測誤差（prediction errors）。均方根誤差主要作用是將各個數據點的預測的誤差大小彙總為一個預測力的度量。均方根誤差是精度的度量，用于比较特定数据集的不同模型的预测误差，但不能比較数据集之间的预测误差，因为它是尺度依賴的。
均方根誤差總是非負的，值為0（實際極少出現）的情況表示與數據完全吻合。一般而言，低RMSD比高RMSD要好。然而，在不同類型的數據之間進行比較是無意義的，因為度量取決於所使用的數字的尺度。
均方根誤差是平方誤差平均值的平方根。各個誤差對均方根誤差的影響與平方誤差的大小成正比；因此，較大的誤差對均方根誤差有不成比例的大影響。因此，均方根誤差對離群值很敏感。

## 公式
估计量{\displaystyle {\hat {\theta }}}相對於被估計參數{\displaystyle \theta }的均方根誤差的定義是均方误差的平方根：
{\displaystyle \operatorname {RMSD} ({\hat {\theta }})={\sqrt {\operatorname {MSE} ({\hat {\theta }})}}={\sqrt {\operatorname {E} (({\hat {\theta }}-\theta )^{2})}}.}
對於一個无偏估计量（unbiased estimator），均方根差是變異數的平方根，即標準差。
迴歸分析中，時間為t時應變數{\displaystyle y_{t}}的迴歸預測值{\displaystyle {\hat {y}}_{t}}在觀察次數為T時的均方根差，可以作為T次不同的預測，計算方式為离差平方的均值的平方根：
{\displaystyle \operatorname {RMSD} ={\sqrt {\frac {\sum _{t=1}^{T}({\hat {y}}_{t}-y_{t})^{2}}{T}}}.}
（對於横截面数据回歸，下標t以i取代，T以n取代。）
在某些情況下，均方根差被用來比較兩個事物之間的不同（可能沒有哪個被視為「標準」）。例如，在量度兩個時間序列{\displaystyle x_{1,t}}和{\displaystyle x_{2,t}}的平均偏差時，均方根偏差的式子會變成
{\displaystyle \operatorname {RMSD} ={\sqrt {\frac {\sum _{t=1}^{n}(x_{1,t}-x_{2,t})^{2}}{n}}}.}

## 正規化均方根誤差
將均方根誤差正規化，可以使不同數值範圍的資料集之間更易於比較。雖然目前並沒有一個一致的方法來正規化均方根差，但較常用平均值或是極差（最大和最少值之差）來正規化被量測的資料。
{\displaystyle \mathrm {NRMSD} ={\frac {\mathrm {RMSD} }{y_{\max }-y_{\min }}}}或{\displaystyle \mathrm {NRMSD} ={\frac {\mathrm {RMSD} }{\bar {y}}}}.
這個值常稱為正規化均方根偏差（NRMSD）或正規化均方根誤差（NRMSE），常以百分比形式表示。比例的值較低時代表殘差變異數較小。在很多情況下，特別是取較小的樣本的時候，樣本的範圍容易被樣本的大小影響，其準確度可能就受到影響。
另一種使均方根誤差能用於橫向比較的方法是將其除以四分位距。用四分位距來除均方根誤差，得到的正規化數值對目標變量中的極端值不那麼敏感。
{\displaystyle \mathrm {RMSDIQR} ={\frac {\mathrm {RMSD} }{IQR}}}，其中{\displaystyle IQR=Q_{3}-Q_{1}}
{\displaystyle Q_{1}={\text{CDF}}^{-1}(0.25)}，{\displaystyle Q_{3}={\text{CDF}}^{-1}(0.75)}，其中「−1」為分位函数。
當以量測值的平均值來正規化時，可使用術語「均方根誤差变异系数」來避免歧義，記作CV(RMSD)。它的計算方式和變異係數相似，但是以均方根差取代標準差：
{\displaystyle \mathrm {CV(RMSD)} ={\frac {\mathrm {RMSD} }{\bar {y}}}}

## 應用
- 在气象学上，可用來評估一個數值模型可以多好地預測大氣層的行為。
- 在生物資訊學中，均方根差被用來量測重疊蛋白質（superimposed proteins）分子間的距離。
- 在結構藥物設計中，均方根差被用來測量配體（ligand）的晶格構造以及對接預測（docking prediction）。
- 在經濟學中，均方根差被用來確定一個模型是否吻合經濟指標。部分專家曾提出均方根差不如相對絕對誤差（relative absolute error）可靠。[9]
- 在實驗心理學中，分均根差被用來指示一個數學或計算行為模型（mathematical or computational models）能解釋實際觀察行為的良好程度。
- 在地理信息系统（GIS）中，均方根誤差是一種用來評價空间分析和精度的量度。
- 在水文地質學中，均方根差和正規化均方根差被用來評估地下水模型校正。[10]
- 在影像科學中，均方根差是一種峰值，是一種用來評價一個方法相對原始圖像能多好地重建原來的圖像的方法。
- 在計算神經科學中，均方根差被用來檢視一個系統能學習一個給定模型的能力。[11]
- 在蛋白質核磁共振光譜學中，均方根差被用來當作一個評估結構品質的量度。